# Tjarnabyggð
Tjarnabyggð – miejscowość w południowo-zachodniej Islandii, położona przy drodze nr 34 między Selfoss a Eyrarbakki, około 6 km na południe od Selfoss. Wchodzi w skład gminy Árborg, położonej w regionie Suðurland. Na początku 2018 roku zamieszkiwało ją 106 osób.